# Keith Tenniswood
Keith Tenniswood, connu aussi sous le pseudonyme Radioactive Man, est un DJ, compositeur et producteur de musique électronique britannique né à  Chertsey. Il est connu notamment au travers du duo Two Lone Swordsmen qu'il a fondé avec Andrew Weatherall.